# Мишњак (Елафити)
Мишњак је ненасељено острвце у Елафитима у хрватском делу Јадранског мора у близини Дубровника, који се налази на око 0,3 км северно од рта Стан брод на острву Шипан.
Његова површина износи 0,025 км², а дужина обалне линије 0,64 км. Највиши врх на острву је висок 13 метара.